# Плічка

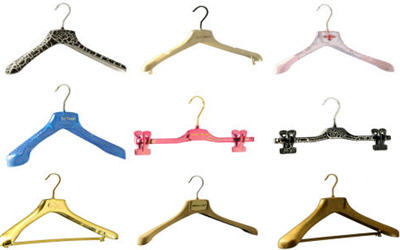
Різні варіанти плічок

Плі́чка (діал. тре́мпель від нім. Drempel) — вішалка для одягу у вигляді палки, зазвичай вигнутої, з гачком посередині. Часто має нижню перекладину для зберігання складених навпіл штанів, іноді гачки на обох кінцях.

## Тремпель

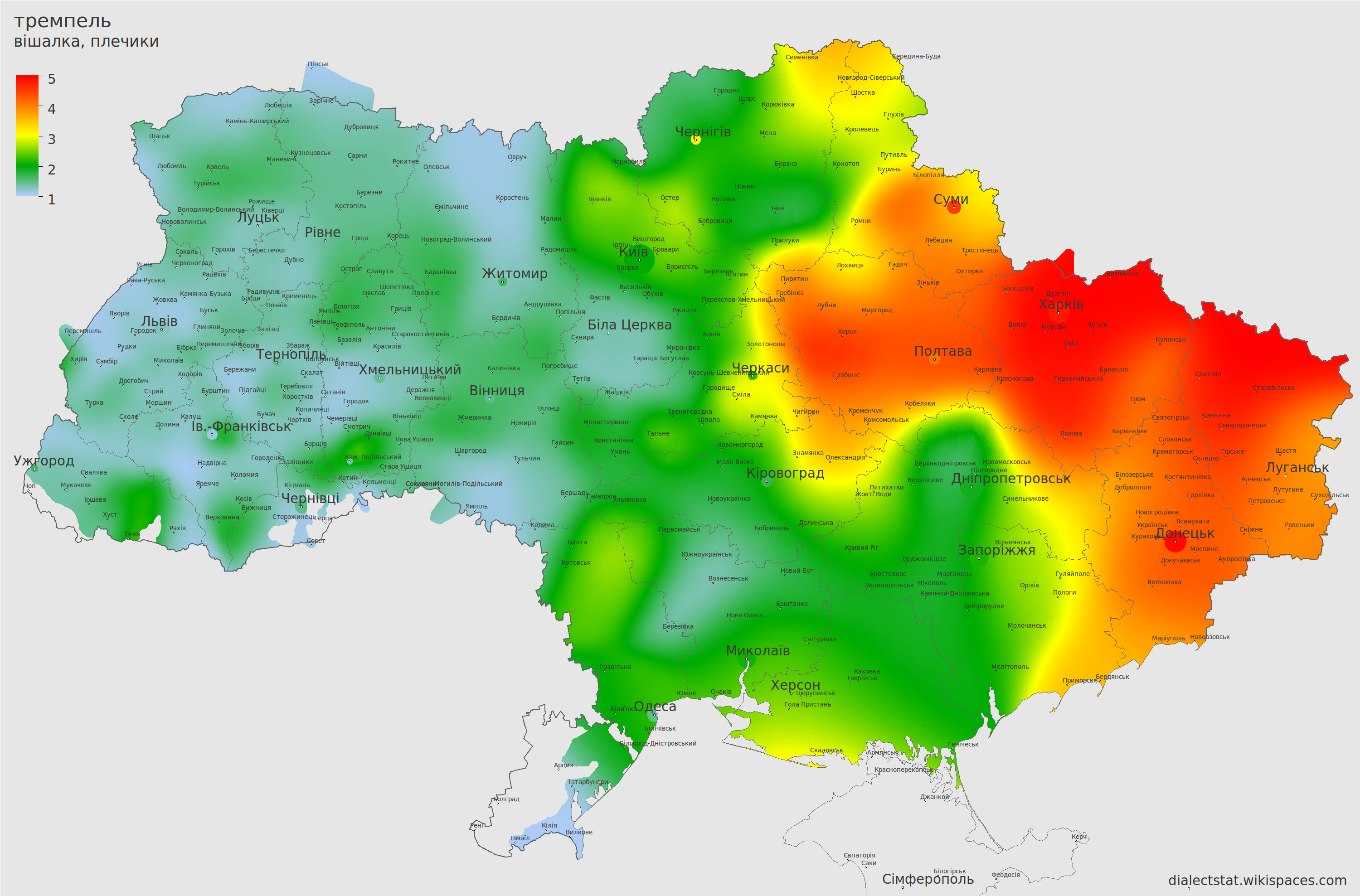
Поширення слова тре́мпель в Україні

У Харкові та сусідніх областях України та Росії плічка називають «тре́мпель». Існує міська легенда, що ця назва походить від прізвища власника харківської фабрики одягу. Начебто у комплекті з одягом йшли плічка з клеймом фабрики. Проте насправді тремпель це запозичення з німецької мови та різновид будівельної конструкції даху схожої форми. Також три́нпілем або три́нпулем називали схожу дерев'яну конструкцію для білування вівці.